# 日進会館
日進会館(にっしんかいかん）は、館長佐々木敬二がボクシングと空手道技術を融合させた独自の理論により、1988年に兵庫県加古川市に発足したグローブ空手団体。
関西を中心に、過去にアマチュアグローブ空手道選手権の「播州杯（ばんしゅうはい）」や、プロキックボクシング興行の「BRAVE CORE（ブレイブ・コア）」などを定期的に開催していた。
過去に所属していた選手は、まだK-1が有名になる前から大会等に出場し、メジャーになってからも選手を送り込むなどしてK-1に協力した人物でもある。2017年には選手・トレーナーの意向により有力選手の移籍・引退等で立て込んだものの、2018年現在は選手やトレーナーも揃い、近年少しずつ勢いがついてきた格闘会の火付け役を狙っている。

## 歴史
- 1988年 - グローブ空手道連盟 日進会館発足。
- 2003年7月6日 - グローブ空手道選手権・第1回播州杯を兵庫県立武道館（姫路市）にて開催。第2回大会以降、定期的（年2回）に開催。
- 2003年7月21日 - 「BRAVE 2003 〜日進会館vsK-1戦士3対3対抗戦〜」を兵庫県立武道館（姫路市）にて開催。

- 2003年12月23日 - 「BRAVE CORE 〜ムエタイからの刺客〜」を神戸サンボーホールにて開催。第2回大会以降、定期的（年2回）に開催。
- 2014年12月 - BRAVE CORE

ルンピニータイトルマッチは3回開催

## 主な所属選手
- 選手 8人(プロ志望)
- その他 5人
- キッズ 37人